# The Last Kind Words
The Last Kind Words è il terzo album del gruppo groove death metal statunitense DevilDriver pubblicato dalla Roadrunner Records il 19 giugno 2007 in Gran Bretagna e il 31 luglio negli Stati Uniti insieme a due bonus track e ad un poster.

## Tracce
1. Not All Who Wander Are Lost – 3:31
2. Clouds Over California – 4:10
3. Bound by the Moon – 4:00
4. Horn of Betrayal – 4:25
5. These Fighting Words – 3:57
6. Head on to Heartache (Let Them Rot) – 4:21
7. Burning Sermon – 3:39
8. Monsters of the Deep – 4:02
9. Tirades of Truth – 5:12
10. When Summoned – 3:05
11. The Axe Shall Fall – 5:15

### Tracce bonus
1. Damning the Heavens (US Bonus Track)
2. Grinfucked (Live) (iTunes Bonus Track)

## Curiosità
- "Burning Sermon" inizialmente era intitolata "Call to the Throne".
- "Clouds Over California" inizialmente era intitolata "Cattle Call".
- "Horn of Betrayal" inizialmente era intitolata "Scratch a Liar".
- "Tirades of Truth" inizialmente era intitolata "The Last Kind Words".

## Formazione
- Dez Fafara - voce
- Mike Spreitzer - chitarra
- Jeff Kendrick - chitarra
- Jon Miller - basso
- John Boecklin - batteria